# Boronia elisabethiae
Boronia elisabethiae är en vinruteväxtart som beskrevs av Duretto. Boronia elisabethiae ingår i släktet Boronia och familjen vinruteväxter. Inga underarter finns listade i Catalogue of Life.